# 링 (2002년 영화)
《링》(영어: The Ring)은 2002년 개봉한 미국의 초자연 공포 영화이다. 스즈키 고지가 쓴 동명 소설을 원작으로 삼은 1998년 일본 영화 《링》의 리메이크이다.
속편 《링 2》(2005)로 이어진다.

## 줄거리
시청하는 사람에게 7일 후 사망하는 저주를 거는 비디오테이프를 본 십대 케이티가 사망한다.
케이티의 어머니는 시애틀 기자인 동생 레이철에게 사망 원인을 조사해달라고 부탁한다. 레이철은 케이티 친구들도 전부 같은 시각에 각종 기이한 사고로 사망했다는 사실을 알게 된다.
레이철은 케이티와 친구들이 문제의 비디오를 함께 본 장소인 산장 "셸터 마운틴 인"으로 향한다. 레이철은 손님들이 반납한 대여 비디오가 쌓여있는 서가에서 유일하게 제목 스티커가 붙어있지 않은 비디오를 챙겨 시청한다. 곧 전화가 걸려오더니 수화부에서 "7일 (남았어)"라고 속삭이는 소리가 들린다. 이후 레이철은 악몽, 코피 등에 이상 현상에 시달린다.
레이철은 비디오 분석가인 전 남자친구 노아에게 도움을 청하며 비디오를 복사해 건넨다. 레이철은 비디오에 등장하는 여성의 정체가 애나 모건이라는 걸 알아낸다. 신문 기사에 따르면 말 육종가였던 애나는 몇 년 전 모에스코섬에서 기르던 말들이 연달아 익사하자 자살하였다.
한편 노아와 레이철 사이에는 아들 에이든이 있으며, 예지력 등 초능력을 지녔다. 에이든은 밤중에 레이철이 잠든 사이 홀로 비디오를 틀어보고 만다. 레이철은 아직 미련이 남아있는 노아, 에이든, 레이철 자신 모두의 목숨이 경각에 달했음을 깨닫는다.
모에스코섬을 찾은 레이철은 애나가 염사 능력을 지닌 서마라라는 여자아이를 입양했으며, 서마라가 이 능력으로 애나와 남편 리처드를 지독하게 괴롭혔다는 걸 알게 된다. 레이철은 리처드의 집에서 서마라의 인터뷰 비디오테이프를 발견해 이를 시청한다. 이올라 정신 병원에서 촬영한 이 비디오에서 서마라는 자신의 능력을 설명하며 인간에게 상처를 입히고자 하는 욕망을 드러낸다. 레이철과 대화하며 서마라의 악령이 아직도 존재한다는 걸 깨달은 리처드는 욕조에서 감전사를 감행한다.
노아와 레이철은 헛간 고미다락에 꾸며진 서마라의 격리 공간을 발견한다. 벽지를 뜯어내자 서마라가 셸터 마운틴 인에 있는 나무를 묘사한 그림이 드러난다. 셸터 마운틴 인으로 돌아간 노아와 레이철은 마룻장 밑에서 감춰져 있던 깊은 우물을 발견한다.
우물 안으로 떨어진 레이철은 애나가 서마라를 목 졸라 죽인 뒤 서마라가 우물 속에서 7일간 생존한 과거 일을 환각으로 체험한다. 곧 서마라의 시체가 수면 위로 떠오른다.
구출된 레이철은 서마라 시체가 제대로 매장되게 처리하고, 이제 저주가 다 끝났다고 여긴다. 하지만 다음날 7일째를 맞이한 노아의 텔레비전에서 서마라가 기어나와 노아를 죽인다. 레이철은 노아는 죽고 자신은 살아남은 이유가 비디오를 복사해 노아에게 보여줬기 때문이라는 걸 깨닫는다. 서마라는 이와 같은 저주 법칙을 통해 비디오를 매개로 자신이 겪었던 고통이 세상에 질병처럼 퍼지기를 원하고 있는 것이다.
레이철은 에이든이 비디오를 복사하게 만든다. 이를 다른 누군가에게 보여주고 에이든을 살리기 위해서.

## 출연
- 나오미 와츠 - 레이철 켈러 역
- 마틴 헨더슨 - 노아 클레이, 전 남자친구 역
- 데이비드 도프먼 - 에이든 켈러 역
- 더베이 체이스 - 서마라 모건 역
- 브라이언 콕스 - 리처드 모건 역
- 섀넌 코크런 - 애나 모건 역
- 제인 알렉산더 - 그래즈닉 의사 역
- 앰버 탬블린 - 캐서린 "케이티" 엠브리 역
- 린지 프로스트 - 루스 엠브리 역
- 레이철 벨라 - 리베카 "베카" 코틀러 역
- 폴리 퍼렛 - 베스 역
- 세라 루 - 베이비시터 역
- 애덤 브로디 - 켈런 역
- 크리스 쿠퍼 - 아동 살해범 역 (크레디트 미기재)
- 모리 긴즈버그 - 비디오 가게 직원 역 (삭제)

## 우리말 녹음
SBS 성우진 (2006년 12월 17일)
- 차명화 - 레이철(나오미 와츠)
- 최원형 - 노아(마틴 헨더슨)
- 김서영 - 에이든(데이비드 도프먼)
- 김태웅 - 리처드 모건(브라이언 콕스)
- 문지현 - 그래즈닉 의사(제인 알렉산더)
- 이소영 - 케이티(앰버 탬블린)
- 박선영 - 리베카(레이철 벨라)
- 김영훈
- 김래환
- 박웅선